# Lignières-sur-Aire
Lignières-sur-Aire è un comune francese di 51 abitanti situato nel dipartimento della Mosa nella regione del Grand Est.

## Storia

### Simboli
Lo stemma è stato adottato dal comune il 2 dicembre 2015.
Il fiore di lino (in francese fleur de lin) fa riferimento al toponimo Lignières (un tempo Liners) che potrebbe derivare dal latino linarium ("terra dove su coltiva il lino").
Le due croci di Malta ricordano che la tenuta di Saint Evre comprendeva una cappella appartenente alla commenderia di Ruel dell'Ordine di Malta.
Il ditale illustra l'attività tradizionale del ricamo.

## Società

### Evoluzione demografica
Abitanti censiti